# Santiago Maior (Castelo de Vide)

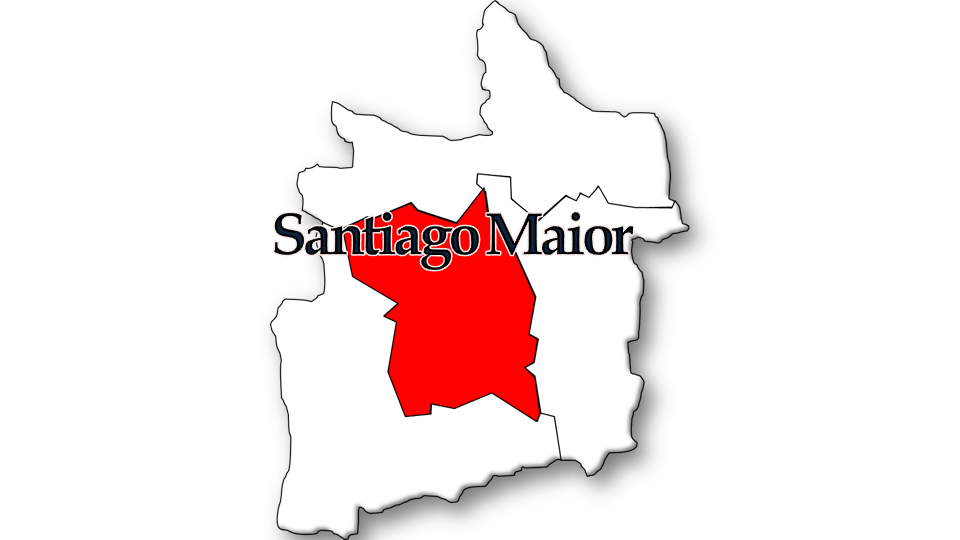
Localização da Freguesia de Santiago Maior no Município de Castelo de Vide

A Freguesia de Santiago Maior é uma freguesia portuguesa do Município de Castelo de Vide com 58,83 km² de área e 331 habitantes (censo de 2021), tendo, por isso, uma densidade populacional de 5,6 hab./km²

## Demografia
A população registada nos censos foi:
| Distribuição da População por Grupos Etários | Distribuição da População por Grupos Etários | Distribuição da População por Grupos Etários | Distribuição da População por Grupos Etários | Distribuição da População por Grupos Etários |
| -------------------------------------------- | -------------------------------------------- | -------------------------------------------- | -------------------------------------------- | -------------------------------------------- |
| Ano                                          | 0-14 Anos                                    | 15-24 Anos                                   | 25-64 Anos                                   | > 65 Anos                                    |
| 2001                                         | 51                                           | 47                                           | 191                                          | 137                                          |
| 2011                                         | 32                                           | 34                                           | 169                                          | 123                                          |
| 2021                                         | 48                                           | 26                                           | 171                                          | 86                                           |

## Património
- Anta da Várzea dos Mourões
- Anta de Melriça ou Anta da Fonte das Mulheres
- Anta dos Coureleiros II
- Igreja de São Tiago Maior
- Anta do Cerejeiro
- Anta dos Coureleiros IV
- Anta dos Coureleiros I
- Anta do Junçal ou Anta do Jocel ou Anta do Juncal
- Anta dos Coureleiros V
- Anta dos Coureleiros III
- Anta do Vale da Estrada ou Anta do Couto do Zé Godinho